# Seminarium duchowne w Ałmaty
Seminarium duchowne w Ałmaty – prawosławne seminarium duchowne w Ałmaty, kształcące duchownych na potrzeby Metropolitalnego Okręgu Rosyjskiego Kościoła Prawosławnego w Republice Kazachstanu.

## Historia
W 1991 w Ałmaty otwarta została niższa szkoła duchowna z dwuletnim cyklem kształcenia działająca przy miejscowej eparchii. Jej siedziba znajdowała się przy soborze św. Mikołaja w Ałmaty, zaś po pięciu latach przeniesiono ją do przekazanego eparchii budynku dawnego przedszkola w dzielnicy Dorożnik. Przy szkole otwarto wówczas cerkiew św. Filareta Moskiewskiego. W latach 1991–1998 rektorem szkoły był protojerej Walerij Zacharow, będący równocześnie proboszczem parafii przy soborze św. Mikołaja w Ałmaty. W 1999 obowiązki rektora przejął ordynariusz eparchii ałmackiej Aleksy, który pełnił je do momentu przeniesienia na katedrę tulską w 2003. Od 2001 cykl kształcenia w szkole trwał cztery lata. W latach 2003–2010 placówką kierował nowy ordynariusz eparchii astańskiej Metody.
W 2010 Święty Synod Rosyjskiego Kościoła Prawosławnego przekształcił szkołę duchowną w seminarium duchowne, zaś na jego rektora wyznaczył dotychczasowego rektora seminarium w Kostromie archimandrytę Gennadiusza, który nadal pozostaje na tym stanowisku. W tym samym roku na pierwszy rok nauki w seminarium przyjęto 38 kandydatów, wszystkich z Kazachstanu. W 2015 naukę na I roku rozpoczęło 31 osób.

## Działalność szkoły
Seminarium duchowne kształci duchownych, psalmistów i regentów chórów cerkiewnych na potrzeby Metropolitalnego Okręgu Rosyjskiego Kościoła Prawosławnego w Republice Kazachstanu. Nauka odbywa się w trybie stacjonarnym lub zaocznym na dwóch wydziałach, przeznaczonych odpowiednio dla kandydatów na duchownych oraz na regentów chórów. W programie nauczania znajdują się przedmioty wykładane we wszystkich seminariach duchownych Rosyjskiego Kościoła Prawosławnego (Pismo Święte, teologia dogmatyczna, liturgika, homiletyka, historia Cerkwi i inne, a także języki rosyjski i angielski). Słuchacze uczą się również języka kazachskiego i historii Kazachstanu. Nauka na wydziale pastoralnym trwa pięć lat. Na wydział ten przyjmowani są wyłącznie mężczyźni w wieku od 17 do 35 lat, z wykształceniem co najmniej średnim, kawalerowie lub żonaci po raz pierwszy. Nauka na wydziale regenckim trwa dwa lata. Przyjmowani są zarówno mężczyźni, jak i kobiety wyznania prawosławnego z wykształceniem co najmniej średnim. Przygotowanie muzyczne nie jest wymagane. Warunkiem koniecznym dla kandydatów na oba wydziały jest znajomość języka rosyjskiego, umiejętność czytania w języku cerkiewnosłowiańskim, znajomość podstawowych modlitw.
Przy seminarium czynna jest cerkiew św. Filareta, w której przechowywane są cząstki relikwii patrona świątyni, jak również ikona z cząstką relikwii św. Innocentego Irkuckiego i ikona z relikwiami nowomęczennika kapłana Wissariona Sielinina.